# Heleniella hirta
Heleniella hirta är en tvåvingeart som beskrevs av Ole Anton Saether 1969. Heleniella hirta ingår i släktet Heleniella och familjen fjädermyggor. Inga underarter finns listade i Catalogue of Life.